# 草野櫻子
草野 櫻子（くさの　さくらこ、1961年 - ）は、日本の舞踊家。日本を代表するフラメンコダンサー。東京都新宿区出身。

## 概要
祖父は詩人の草野心平。9歳から小松原庸子に師事。17歳から舞踊団員となる。
千代田女学園高等学校を経て玉川学園女子短期大学卒業後、1981年にスペインへ渡り、エスパーニャ舞踊団に入団し各地で公演。1988年草野櫻子フラメンコ舞踊アカデミアを開設。1992年より7年間にわたり、アドリアン・ガリアと舞台創りをする。
2011年メキシコ・ケレタロ国際ダンスフェスティバルに日本人初の参加。2000年代以降は祖父草野心平の詩をテーマにした公演を度々行っている。

## 公演
- 「草野櫻子フラメンコ初リサイタル」（1986年）
- 「ノクトゥルーノ・フラメンコ櫻子vol.1」（1987年）
- 「序曲　櫻子」（1987年）
- 「ノクトゥルーノ・フラメンコ櫻子vol.2」（1989年）
- 「ヒターナ・イ・ヒターナ」（1989年）
- 「浅草五月祭」碇山奈々・草野櫻子ジョイントリサイタル（1990年）
- 「光る風」（1990年）
- 「ノクトゥルーノ・フラメンコ櫻子vol.3」（1992年）
- 「ノクトゥルーノ・フラメンコ櫻子vol.4」（1993年）
- 「ノクトゥルーノ・フラメンコ櫻子・アバンサードvol.5」（1993年）
- 「スエーニョ・デ・アモール」（1994年）
- 「アル・アルバ」（1994年）
- 「スエーニョ・デ・アモールvol.2」（1995年）
- 「アル・アルバvol.2」（1995年）
- 「櫻子vol.6」（1996年）
- 「エン・スエーニョス」（1996年）
- 「プリマベーラ」（1997年）
- 「リブレ」（1997年）
- 「SAKURAKO vol.7」（1998年）
- 「ジョ・ソイ・ジョ」（1998年）
- 「祖父　草野心平をたずねて」（2003年）
- 「SAKURAKO vol.8」（2004年）
- 「祖父　草野心平をたずねて」（再演）（2004年）
- 「かえるの詩」（2007年）
- 「夢」（2012年）

## 受賞歴
- 1998年　村松賞